# Brielse Meer
Het Brielse Meer is een meer in de Nederlandse provincie Zuid-Holland, ten noorden van Brielle. Het langgerekte meer vormt de scheiding tussen Voorne en het Europoortgebied en vormde tot 1950 als Brielse Maas een deel van de verbinding tussen de Oude Maas en de Noordzee.
De afdamming van de Brielse Maas werd in 1950 gerealiseerd door de bouw van de Brielse Maasdam aan de noordwestkant, die het meer scheidt van het later ontstane eveneens kunstmatige Oostvoornse Meer.
Het Brielse Meer wordt gevoed door het Scheepvaart- en Voedingskanaal, dat bij Spijkenisse een aftakking is van de Oude Maas en via de Bernisse. Ter hoogte van Oostvoorne is er tussen het Brielse Meer en het evenwijdig daaraan lopende Hartelkanaal het Binnenspuikanaal. Ten oosten van Brielle vormt de Brielse brug een verbinding tussen deze plaats en Rozenburg.
Het Brielse Meer heeft zich sinds de aanleg snel ontwikkeld tot een belangrijk watersport- en recreatiegebied. Naast de recreatieve functie heeft het Brielse meer een belangrijke rol als zoetwaterbuffer die de verzilting van Voorne-Putten vanaf de Nieuwe Waterweg tegengaat. Er loopt sinds 1988 een pijpleiding vanaf het Brielse Meer naar Hoek van Holland om het Westland van zoetwater te voorzien.